# Zabra
La zabra fou una antiga embarcació pròpia de la costa de la mar Cantàbrica. Era similar a un bergantí.